# アイビックス北陸
株式会社アイビックス北陸（英: AIVIX HOKURIKU  Co., Ltd.）は、石川県にある警備会社である。福井県にあるアイビックスの金沢支店が2001年に分社し設立された。

## 沿革
- 1971年 北陸吉田興業株式会社金沢支店 金沢市尾山町2-39に設置
- 1972年 金沢支店 金沢市博労町67に移転
- 1974年 金沢支店 金沢市彦三町2丁目5-27に移転
- 1990年 金沢支店 金沢市東力1丁目96番地に移転
- 1997年 北陸吉田興業株式会社が株式会社アイビックスへ商号変更
- 1999年 金沢支店 金沢市玉鉾3丁目197番地に移転
- 2001年 金沢支店分社 アイビックス北陸設立
- 2003年 アイビックス北陸 金沢市新神田5-2-3に新築移転